# Acanthoclonia horrida
Acanthoclonia horrida är en insektsart som beskrevs av Carl 1913. Acanthoclonia horrida ingår i släktet Acanthoclonia och familjen Pseudophasmatidae. Inga underarter finns listade i Catalogue of Life.